# 談判專家

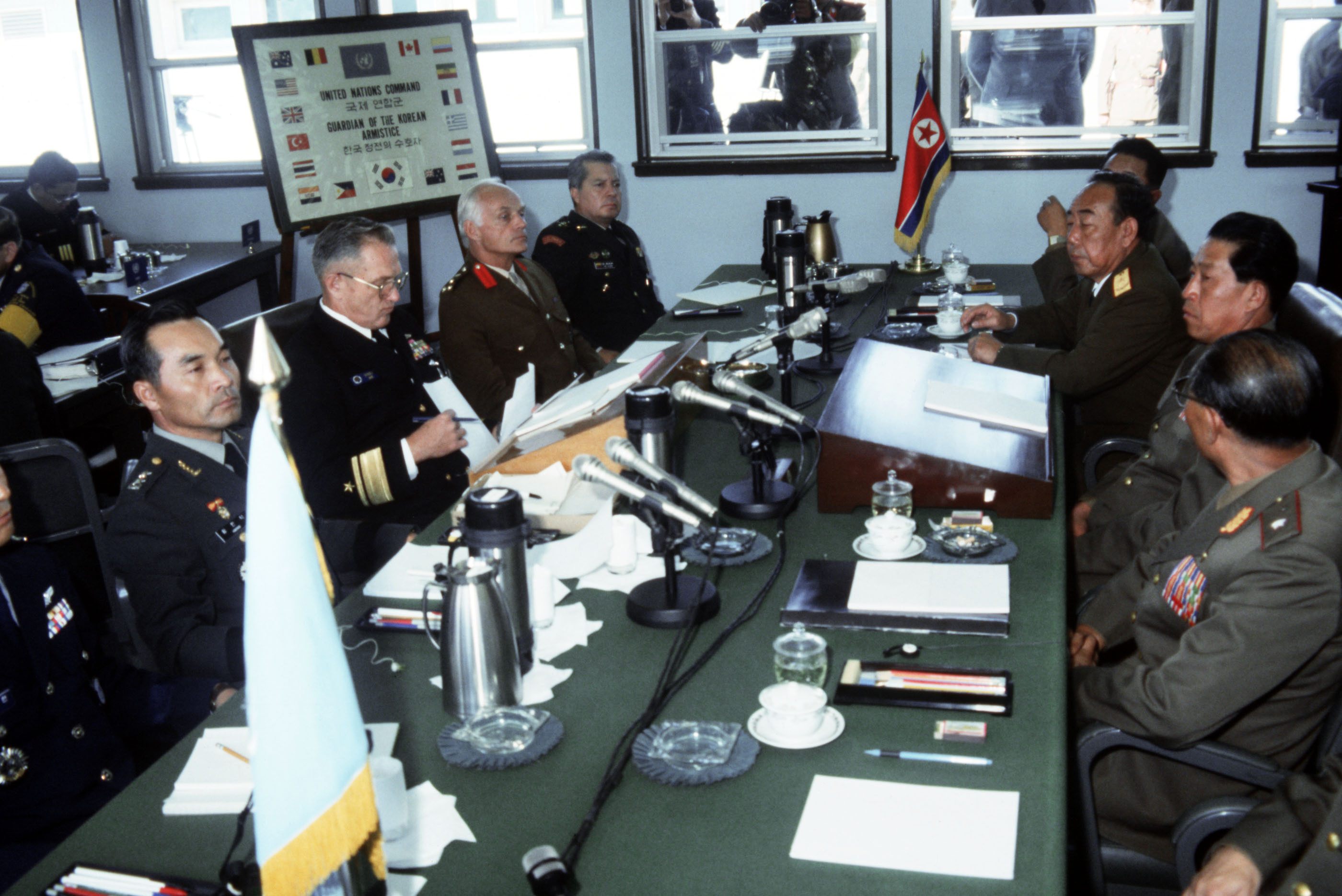
朝韩軍事談判

談判專家原來是指談判方面的專家，包括商業及政治方面，警察只是其中的一種，主要負責議價及游說的工作，包括處理收地賠償、解救人質及避免自殺的事件或恐怖活動等。

## 相關參見
- 警察談判組
- 韩非子著作《說難篇》
- 零和遊戲
- 雙赢